# 林家正
林家正（1997年6月26日—）是臺灣旅美棒球選手，主要擔任捕手。是臺灣首名透過選秀會進入美國職棒的球員，曾效力於亞利桑那響尾蛇的小聯盟系統。

## 業餘生涯
林家正出身臺北縣（今新北市），先後就讀新埔國小、二重國中、穀保家商。2013年，他移居美國加州，就讀詹賽瑞天主教高中（JSerra Catholic High School）。亞利桑那州立大學

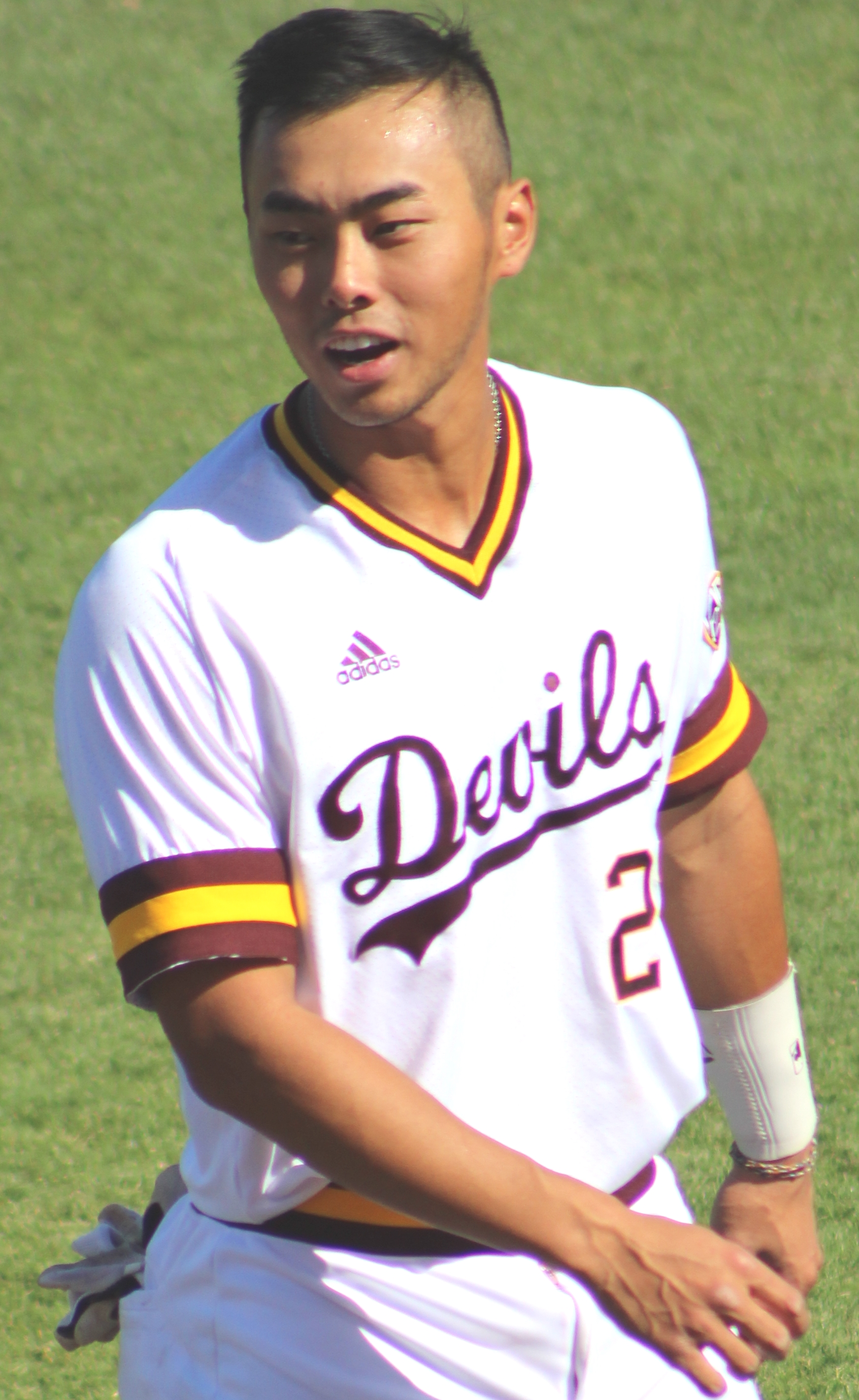
2017年，林家正（背號27）與隊友一齊慶祝勝利。

2016年美國職棒選秀，西雅圖水手第16輪第477順位。
2018年美國職棒選秀，休士頓太空人第29輪第882順位。

## 職業生涯
林家正在2019年美國職棒選秀由亞利桑那響尾蛇第14輪422順位，以簽約金12.5萬美金簽約。
- 美國職棒亞利桑那響尾蛇隊（小聯盟，2019年6月23日～2023年3月22日）
  - 2019年－短期1A－希爾斯伯勒蛇麻草（Hillsboro Hops）－西北聯盟（Northwest League）
  - 2021年－1A－維薩利亞生皮鞭（Visalia Rawhide）－西區聯盟（West League）
  - 2021年－2A－阿馬里洛土撥鼠（Amarillo Sod Poodles）－中區聯盟（Central League）
  - 2022年－高階1A－希爾斯伯勒蛇麻草（Hillsboro Hops）－西北聯盟（Northwest League）
  - 2022年－2A－阿馬里洛土撥鼠（Amarillo Sod Poodles）－德克薩斯聯盟（Texas League）
  - 2022年－3A－雷諾王牌（Reno Aces）－太平洋岸聯盟（Pacific Coast League）
- 澳洲棒球聯盟奧克蘭蜥蜴（Auckland Tuatara）（2022年12月～2023年2月）

2023年3月22日，向響尾蛇隊提出自請離隊，並轉戰多倫多藍鳥的小聯盟系統。2024年以自由球員身份重返亞利桑那響尾蛇的小聯盟系統。
2025年球季，林家正加盟運動家。同年7月28日，他被Midland RockHounds釋出。8月4日，他加盟大西洋聯盟南馬里蘭藍蟹。

## 外部連結
- 林家正在台灣棒球維基館上的頁面（繁體中文）
- 林家正在美國職棒官網（英语）
- 林家正在Baseball-Reference.com（小聯盟以及海外聯盟）（英语）
- 林家正在FanGraphs.com（英语）
- 林家正的Instagram帳戶